# The Patriarchy
The Patriarchy («El Patriarcado») fue un stable heel de lucha libre profesional que aparece en All Elite Wrestling (AEW). El equipo fue liderado por Christian Cage y contaba con Killswitch, Nick Wayne, Kip Sabian y Mother Wayne (la madre de Nick) actuando como su valet en pantalla. El nombre del grupo deriva del personaje de Cage en pantalla de ser una «figura paterna» para sus compañeros. El grupo son antiguos Campeones Mundiales de Tríos de AEW.

## Historia

### Cage vs. Jungle Boy (2022-2023)
Poco después del debut de Cage en AEW en 2021, comenzaría una asociación con Jungle Boy y se convertiría en su mentor. En el evento Full Gear del 13 de noviembre, Cage hizo equipo con Jungle Boy y Luchasaurus para derrotar a The Young Bucks (Matt y Nick Jackson) y Adam Cole en un Falls Count Anywhere match.
En el episodio especial del 15 de junio de Dynamite titulado Road Rager, Cage atacó a Jungle Boy después de que él y Luchasaurus perdieran el Campeonato Mundial en Parejas de AEW ante The Young Bucks en un ladder match. Dos semanas después en Blood and Guts el 29 de junio, Luchasaurus se alió con Cage, volviéndose heel y aparentemente poniendo fin a Jurassic Express . Sin embargo, en Fyter Fest el 20 de julio, Luchasaurus se hizo a un lado y permitió que Jungle Boy, que hacía su regreso, persiguiera a Cage con una silla de acero, aparentemente reuniendo a Jurassic Express. Sin embargo, la reunión duró poco ya que Luchasaurus atacó a Jungle Boy durante su entrada para su combate contra Cage en All Out el 4 de septiembre, consolidando su cambio a heel y su alianza con Cage. Después de esto, se reveló que Cage había sufrido una lesión en el tríceps, lo que lo dejaría incapacitado para competir durante los próximos seis a nueve meses. Cage regresó de su lesión en el episodio del 15 de febrero de 2023 de Dynamite, atacando a Jungle Boy. En Revolution, fue derrotado por Jungle Boy en un Final Burial match, poniendo fin a su feudo.

### Reinados de Cage y nuevas incorporaciones (2023-2024)
El 28 de mayo en Double or Nothing, Cage perdió ante Wardlow en un ladder match por el Campeonato TNT de AEW. Wardlow luego perdió el título ante Luchasaurus, con la ayuda de Cage, en el episodio de estreno de Collision el 17 de junio. Luego, Cage comenzó una nueva historia en la que afirmó ser el Campeón TNT y llevaría el campeonato consigo, a pesar de que el campeón oficial era Luchasaurus. En la edición del 23 de agosto de Dynamite, Cage fue agregado al Coffin match en equipos en All In, luego de que AR Fox de The Mogul Embassy fuera eliminado, reemplazando a este último y formando equipo con Swerve Strickland para enfrentar a Allin y Sting. El 27 de agosto en el evento, Cage y Strickland fueron derrotados por Allin y Sting, quienes arrojaron a Strickland al ataúd para ganar el combate. La semana siguiente en All Out, Cage ayudó a Luchasaurus a derrotar a Allin para retener el Campeonato TNT. En el episodio del 23 de septiembre de Collision, Cage derrotó a Luchasaurus en una lucha de tres bandas que también involucró a Allin para convertirse en el legítimo Campeón TNT.
En WrestleDream, Cage derrotó a Allin en un 2 out of 3 falls match para retener el campeonato. Después del combate, Cage, Luchasaurus y Nick Wayne (quien se volvió contra Allin) atacaron a Allin y Sting; fueron interrumpidos por el debutante Adam Copeland, conocido como Edge en la WWE, quien salió corriendo para confrontar a Cage y salvar a Allin. La facción de Cage más tarde se llamó The Patriarchy («El Patriarcado»), y Cage fue reconocido como The Patriarch («El Patriarca») de la facción. En Full Gear, The Patriarchy perdió ante Copeland, Sting y Allin en una lucha en equipos de seis hombres. En el siguiente episodio de Dynamite, Cage renombró a Luchasaurus como Killswitch y a Wayne como «The Prodigy» Nick Wayne. En el episodio del 6 de diciembre de Dynamite, Cage defendió con éxito el Campeonato TNT contra Copeland después de que Shayna Wayne (la madre de Nick Wayne) golpeara a Copeland con el cinturón del título en represalia por su ataque a Nick. En el episodio del 23 de diciembre de Collision, Cage aceptó el desafío de Copeland a una lucha sin descalificación por el Campeonato TNT en Worlds End mientras anunciaba que Shayna Wayne se había unido a The Patriarchy como «The Matriarch» («La Matriarca») Mother Wayne. En Worlds End, Cage perdió el título ante Copeland, poniendo fin a su reinado a los 98 días. Inmediatamente después del combate, Cage exigió e invocó la oportunidad de Killswitch por el título del Campeonato TNT (que Killswitch había ganado esa misma noche) y derrotó a Copeland para ganar el Campeonato TNT por segunda vez. En el episodio del 20 de marzo de Dynamite, Cage perdió el Campeonato TNT ante Copeland en un I Quit match, poniendo fin a su segundo reinado a los 81 días y poniendo fin a su feudo de seis meses.

### Campeones Mundiales de Tríos de AEW (2024-presente)
Después del regreso de Cage en el episodio del 1 de mayo de Dynamite, en el episodio del 21 de julio de Collision, The Patriarchy derrotó a Bang Bang Gang (Juice Robinson, Colten & Austin Gunn) por el vacante Campeonato Mundial de Tríos de AEW. El 25 de agosto en All In, The Patriarchy perdió el Campeonato Mundial de Tríos en un London ladder match de cuatro vías ante PAC y Blackpool Combat Club (Claudio Castagnoli y Wheeler Yuta), poniendo fin a su reinado a los 37 días. Más tarde en el show, Cage ganó un Casino Gauntlet match, para ganarse el derecho a desafiar por el Campeonato Mundial de AEW cuando quiera.

## Miembros
| * | Miembro fundador |
| L | Líder            |
| V | Valet            |

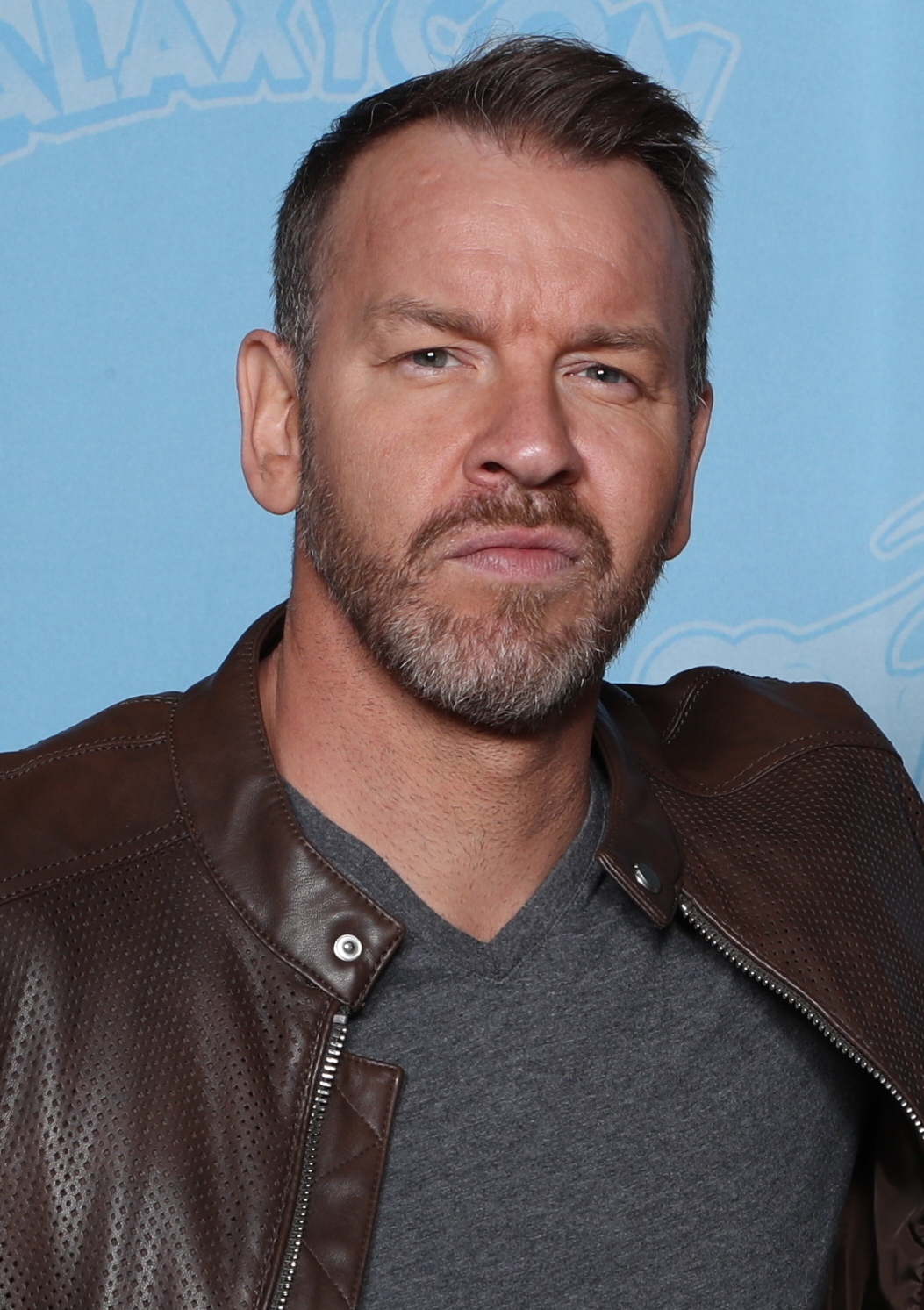
Christian Cage
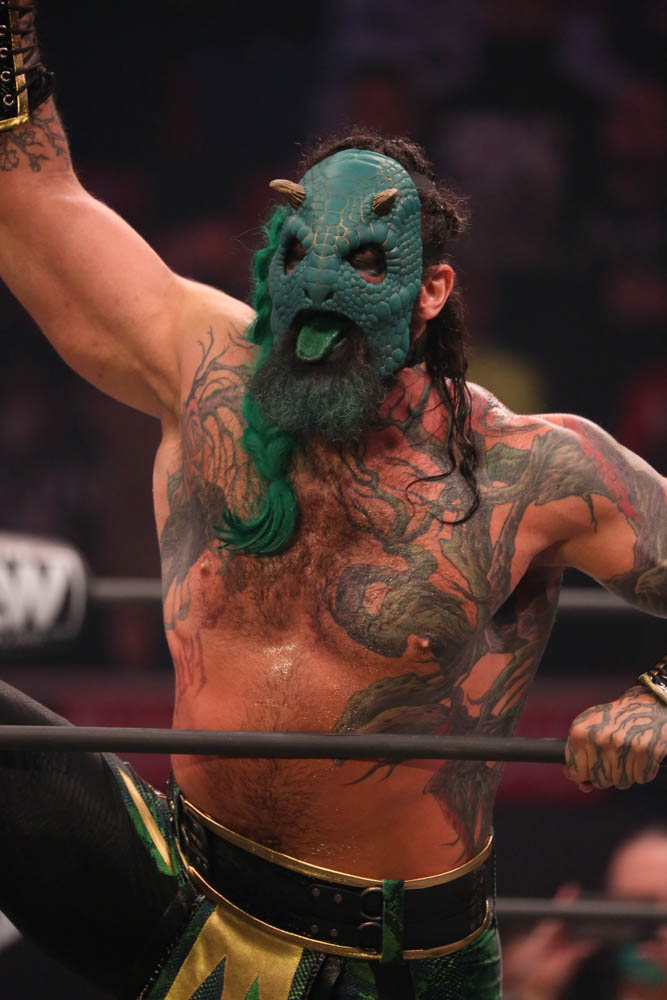
Killswitch
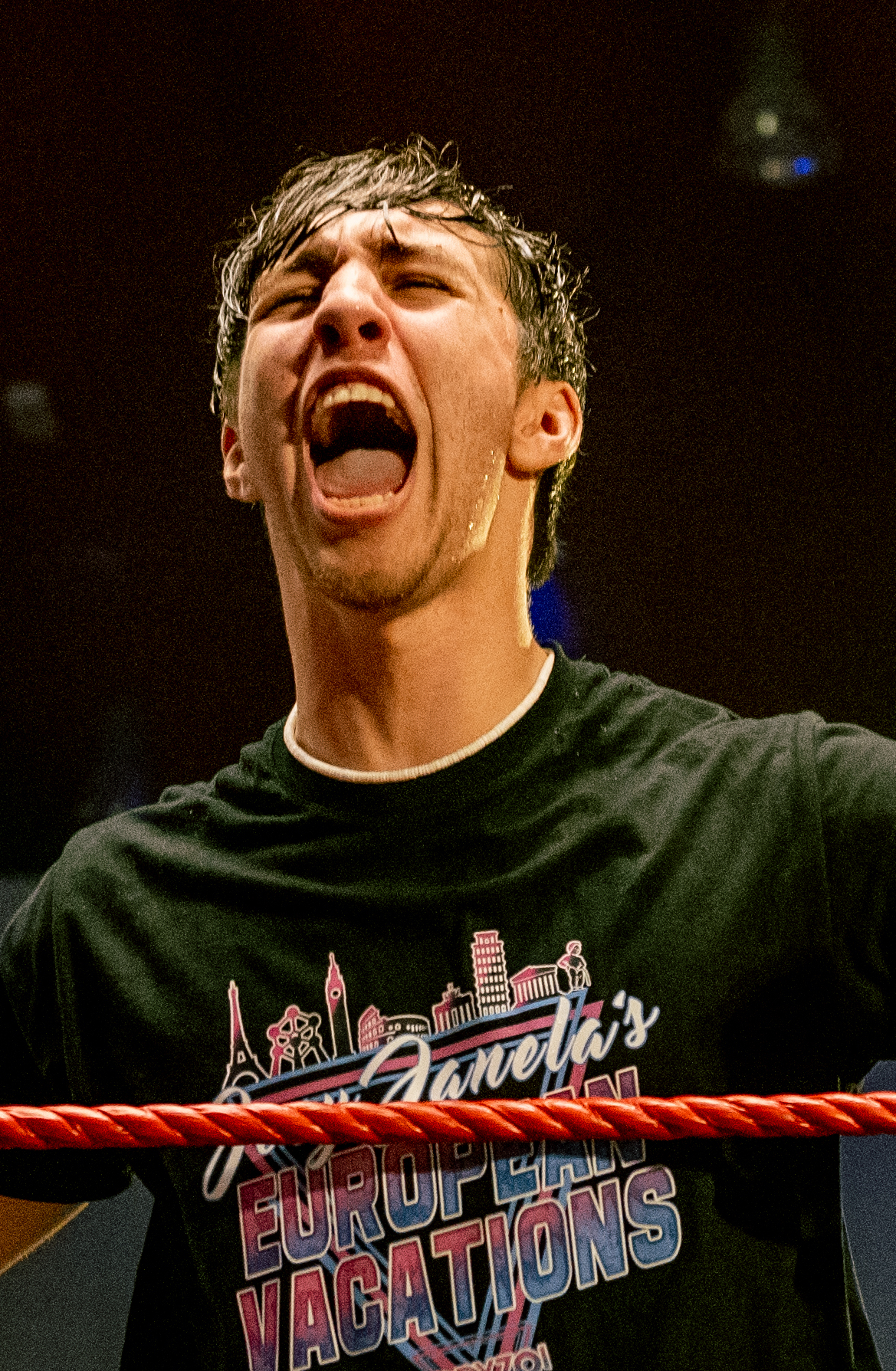
Nick Wayne
Shayna Wayne

| Miembro                | Se unió                 |
| ---------------------- | ----------------------- |
| Christian Cage (L)     | 29 de junio de 2022 *   |
| Luchasaurus/Killswitch | 29 de junio de 2022 *   |
| Nick Wayne             | 1 de octubre de 2023    |
| Madre Wayne (V)        | 23 de diciembre de 2023 |

## Campeonatos y logros
- All Elite Wrestling
  - AEW TNT Championship (3 veces) - Luchasaurus (1), Cage (2)
  - AEW World Trios Championship (1 vez) - Cage, Wayne y Killswitch [24]
  - ROH World Television Championship (1 vez) - Wayne (1)

- Pro Wrestling Illustrated
  - Luchadores individuales
    - Nick Wayne fue situado en el puesto n.° 147 entre los 500 mejores luchadores individuales del PWI 500 en 2023 [25]